# Rob Jones (Fußballspieler, 1979)
Robert William „Rob“ Jones (* 3. November 1979 in Stockton-on-Tees, County Durham) ist ein englischer Fußballspieler in Diensten des englischen Drittligisten Doncaster Rovers.

## Leben

### England
Jones war zunächst bis 2003 beim FC Gateshead im Amateurfußball tätig und arbeitete nebenbei als Sportlehrer. 2003 erfolgte dann aber der Wechsel zum damaligen Drittligisten Stockport County. Jones blieb hier ein Jahr und belegte in der Saison mit seinem Verein des 19. Tabellenplatz. In derselben Saison war er kurzzeitig an Macclesfield Town verliehen worden, absolvierte hier jedoch nur ein Spiel. Im Jahr 2004 wechselte er zu Grimsby Town aus der Football League Two. In der ersten Saison kam Jones nur selten zum Einsatz, Grimsby Town erreichte den 18. Tabellenplatz. In seiner zweiten Saison bei Grimsby wurde Jones fester Bestandteil der Stammelf und wurde mit seinem Club Vierter. In derselben Saison besiegte Grimsby Town im Football League Cup Tottenham Hotspur mit 1:0, scheiterte dann aber an Cheltenham Town.

### Schottland

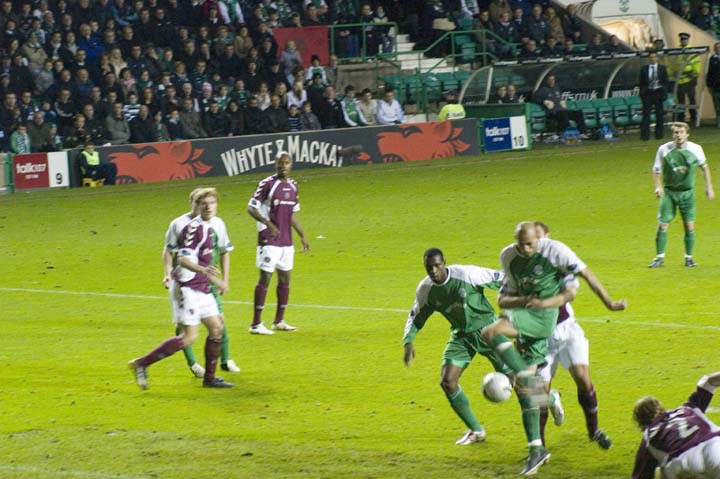
Jones trifft gegen die Rivalen Heart of Midlothian

Im Juni 2006 unterschrieb der Engländer einen Vierjahresvertrag bei Hibernian Edinburgh. Ein halbes Jahr später, im Januar 2007, wurde Jones zum Kapitän der Hibs ernannt. Kevin Thomson hatte den Verein in Richtung Glasgow Rangers verlassen. Im Finale des schottischen Ligapokals 2007, das mit 5:1 gegen den FC Kilmarnock gewonnen wurde, schoss der Verteidiger das 1:0. Jones war bei den Fans von Hibernian Edinburgh sehr beliebt, so kreierten einige Anhänger einen eigenen Song mit der Melodie des Liedes Gold der Band Spandau Ballet für Rob Jones.

### Zurück in England
Zum Ende der Saison 2008/09 wurde Jones mit einer Reihe von englischen Zweitligisten in Verbindung gebracht, darunter Derby County, Nottingham Forest, Bristol City und Swansea City. Für eine nicht näher bekannte Summe schloss er sich schließlich Scunthorpe United, das gerade aus der dritten Liga aufgestiegen war.

## Spielweise
Jones ist durch seine enorme Größe von über zwei Metern sehr kopfballstark. Sowohl in der Verteidigung, als auch im Angriff bei Standards wie Ecken oder Freistößen kommt ihm das sehr zugute.

## Erfolge
- Scottish League Cup: 2007/08